# 牛輔
牛 輔（ぎゅう ほ、? - 192年）は、中国後漢末期の武将。董卓の娘婿。

## 正史の事跡
董卓が中央で権力を掌握すると、その姻族ということで重用され、時期は不明だが中郎将に任じられている。中平六年（189年）10月、黄巾の郭泰らが西河の白波谷で反乱すると（いわゆる白波賊）、董卓は部将の牛輔を派遣して攻撃させたが鎮圧できなかった。
初平元年（190年）2月、董卓が献帝を擁して長安に遷都したとき、牛輔は陝に駐屯して東方に備えた。なお、この時に李傕・郭汜・張済らが牛輔の指揮下に加わっている。
初平3年（192年）正月、牛輔は李傕・郭汜・張済に命じ中牟で朱儁を破らせた。さらに、陳留郡や潁川郡の諸県を攻略させ、略奪・殺戮・誘拐を行わせた。
同年4月、董卓が王允らによって殺害された後、董卓の一族であるということで牛輔も討伐の対象とされた。それでも、王允が送り出した李粛率いる討伐軍を撃退するなど、激しく抗戦した。しかし、まもなく配下の部隊が恐慌状態になったため、牛輔は全軍が反乱を起こしたと思い込み、財宝を持って側近五、六人と城を脱け出し逃亡しようとした。
その時、部下の攴胡赤児が「城北にある馬で脱出できます」と言ったので、城壁から縄で吊り降ろさせていたが、途中で放り出されて腰を打ち動けなくなってしまう。攴胡赤児らは財宝を奪うと、牛輔の首を取って長安に戻った。

### 人物像
牛輔は極端に臆病な人柄で、常日頃から兵士召集の割符を握り締め、さらに刑罰用の斧と斬首台を側に置くことで、自分を励ましていた。また迷信深く、客に会うときはまず人相見に占わせて、反逆の気がないかを判断し、さらに筮竹で吉凶を占わせてから、やっと面会したと言われる。

## 物語中の牛輔
小説『三国志演義』でも登場するが、上記の人物像については触れていない。李粛を破った後に呂布の攻撃で大敗したため、李傕らを見捨て逃げ出そうとしたが、胡赤児（正史の攴胡赤児）に裏切られ殺されている。

## 配下
- 董承
- 攴胡赤児